# Hua Guofeng
Dans ce nom chinois, le nom de famille, Hua, précède le nom personnel Guofeng.
Pour les articles homonymes, voir Hua.
Su Zhu, né le 16 février 1921 dans le xian de Jiaocheng et mort le 20 août 2008 à Pékin, plus connu sous son nom de guerre Hua Guofeng, est un homme d'État chinois. Il est le successeur désigné de Mao Zedong en tant que dirigeant du Parti communiste chinois et de la république populaire de Chine.
Fonctionnaire régional dans le Hunan entre 1949 et 1971, Hua accède à la tête du parti communiste de la province dans les dernières années de la révolution culturelle.
Réputé pour sa loyauté totale à Mao, mais relativement peu connu à Pékin, il succède à Zhou Enlaï au poste de Premier ministre de la république populaire de Chine après la mort de celui-ci en janvier 1976.
Après la mort de Mao en septembre 1976, il devient président du Parti communiste chinois et de la Commission militaire centrale à la surprise et la consternation de Jiang Qing et du reste de la « bande des Quatre ». Il est le seul dirigeant chinois à avoir occupé simultanément les trois plus hautes fonctions de la république populaire de Chine, en dirigeant le parti communiste, le Conseil des affaires de l'État et la Commission militaire centrale.
En octobre 1976, il met un terme à l'influence de l'extrême gauche du parti communiste en faisant arrêter la bande des Quatre. Il tente de modérer les réformes et de revenir sur les excès de la période de la révolution culturelle. Toutefois, en raison de son insistance à suivre la ligne maoïste, il est à son tour mis à l'écart en décembre 1978 par Deng Xiaoping, un réformateur pragmatique, qui le force à prendre sa retraite. Privé de l'essentiel de son influence, il continue à proclamer la justesse des principes maoïstes. Il est aujourd'hui considéré comme un dirigeant de transition dans l'histoire contemporaine de la Chine.

## Débuts politiques

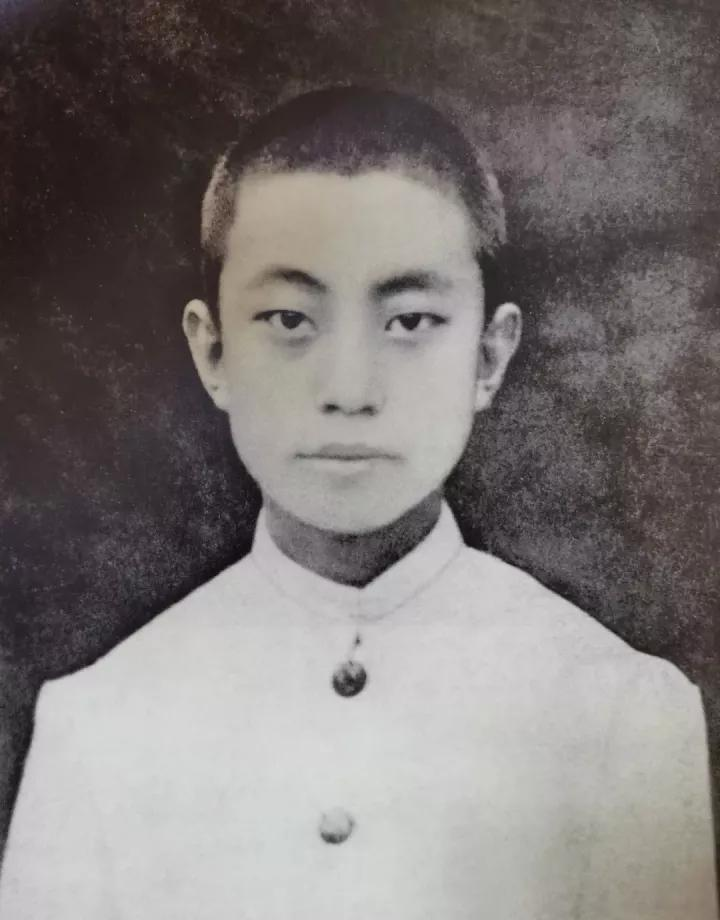
Hua Guofeng en 1935.

Su Zhu est né dans le xian de Jiaocheng, dans la province du Shanxi. Il rejoint le Parti communiste chinois en 1938 pour prendre part à la résistance contre les Japonais, après avoir rejoint la Longue Marche en 1936. Comme beaucoup de communistes à cette époque, il change son nom en Hua Guofeng, une abréviation de Zhonghua Kangri Jiuguo Xianfengdui" (中華抗日救國先鋒隊, Avant-garde de la Résistance chinoise contre le Japon). Après avoir servi dans l'armée de la 8e route durant douze ans sous les ordres du général Zhu De, il devient chef de la propagande du comité de comté du Parti en 1947.

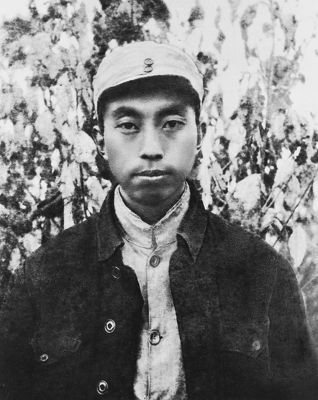
Hua Guofeng en 1941.

Hua rentre dans l'Armée populaire de libération en 1949, avant d'épouser Han Zhijun en janvier de la même année. Il y reste en tant qu'officier local jusqu'en 1971. Il est nommé secrétaire du Parti pour le xian de Xiangyin en août, juste avant la fondation de la république populaire de Chine. En 1952, il est nommé secrétaire du xian spécial de Xiangtan, qui inclut la terre natale de Mao, Shaoshan. Dans le cadre de ses fonctions, il érige un mémorial dédié à Mao. Lorsque ce dernier visite le site en juin 1959, il est favorablement impressionné. Mao Zedong rencontre pour la première fois Hua en 1955 et remarque à cette occasion sa simplicité.
Hua participe en 1959 à la conférence de Lushan, une session plénière élargie du Comité central du Parti communiste, en tant que membre de la délégation provinciale du Parti du Hunan. Il écrit deux rapports d'enquête défendant les communes populaires et le Grand Bond en avant.
Son influence augmente au cours de la révolution culturelle, puisqu'il soutient et conduit le mouvement dans le Hunan. Il organise la préparation de l'établissement du Comité révolutionnaire local en 1967. Il en est secrétaire général et porte une grande attention à supprimer une faction trop extrémiste. En décembre 1970, il est élu au poste de nouveau secrétaire du Comité révolutionnaire et secrétaire général du Comité du Parti communiste chinois du Hunan.
Il est élu en tant que membre du 9e Comité central du Parti communiste chinois en 1969.

## Accession au pouvoir
Hua est appelé à Pékin pour intégrer le bureau du personnel de Zhou Enlai au Conseil des affaires de l'État en 1971, fonctions qu'il n'occupe que quelques mois avant de retourner à son précédent poste dans le Hunan. La même année il est le plus jeune nommé dans le comité d'enquête sur l'affaire Lin Biao. Il est réélu lors du 10e Comité central et intègre le Politburo. La même année, il est chargé par Zhou Enlai du développement agricole. Il devient ministre de la sécurité publique et vice-premier ministre en 1975. Toutefois, ses occupations sont très larges puisqu'en octobre, il est chargé de prononcer un discours sur la modernisation de l'agriculture pour exposer le point de vue de Zhou sur la question.
Zhou Enlai meurt le 8 janvier 1976, alors que son alliance avec Deng Xiaoping n'est pas encore suffisamment forte pour faire face à Mao et à ses alliés de la révolution culturelle, la bande des Quatre.
Après avoir lu l'éloge funèbre du premier ministre une semaine plus tard, Deng quitte Pékin avec plusieurs alliés proches pour se mettre en relative sécurité à Guangzhou.
Mao nomme Hua Guofeng Premier ministre par intérim le 8 février 1976. Dans le même temps, les médias contrôlés par les gauchistes commencent à dénoncer Deng une nouvelle fois. Toutefois l'affection populaire pour Zhou, allié de Deng, est sous-estimée, menant à une confrontation entre les radicaux et les citoyens de la capitale qui cherchent à honorer Zhou lors de la fête traditionnelle de Qingmingjie. Dans le même temps, Hua délivre un discours sur « la ligne officielle pour critiquer Deng Xiaoping, » discours approuvé par Mao et le Comité central du Parti.
Durant le mouvement du 5 Avril en 1976, des milliers de personnes manifestent à la suite de la destruction par des militaires d'autels honorant Zhou, face au monument aux Héros du peuple. Des véhicules sont brûlés, des bureaux sont saccagés et de nombreux témoignages rapportent de nombreux blessés, mais aucun mort. En conséquence, Deng Xiaoping est critiqué pour avoir incité les manifestants et est démis de toutes ses fonctions dans le Parti et le gouvernement, bien que son adhésion au Parti soit maintenu sur ordre de Mao. Peu après, Hua est promu au poste de premier vice-secrétaire du Comité central du PCC et de Premier ministre du Conseil des affaires de l'État.
Le 6 octobre 1976, moins d'un mois après la mort de Mao, les membres de la bande des Quatre sont arrêtés sur l'initiative de Hua, juste avant que ses membres ne puissent organiser un coup militaire contre ce dernier. Dans le même temps, Hua accède aux fonctions de secrétaire général du Comité central du Parti communiste chinois et de la Commission des affaires militaires.

## Secrétaire du Parti (1976–1981)
La brièveté de son mandat n'empêche pas Hua d'expulser rapidement la bande des Quatre du pouvoir politique et de s'affirmer comme le dirigeant émergent de la fin de la révolution culturelle.
La jubilation suivant l'incarcération de la bande des Quatre et la popularité du nouveau trio dirigeant (Hua Guofeng, Ye Jianying et Li Xiannian, une alliance temporaire de nécessité) sont suivies d'appel à la restauration du pouvoir de Deng Xiaoping et l'élimination de l'influence gauchiste à travers le système politique.
Les programmes économiques et politiques de Hua incluent la restauration d'un plan industriel dans le style soviétique et le contrôle du Parti similaire à celui exercé en Chine avant le Grand Bond en avant. Toutefois, son modèle est rejeté par les soutiens de Deng Xiaoping, qui appellent à un système économique de marché en vue de lancer ce qui sera la réforme économique chinoise. Hostile à la vision de Deng, Hua tente cependant de réformer l'État afin d'augmenter son efficacité, mais aussi son prestige personnel.
Fin 1976, Hua Guofeng semble avoir tous les pouvoirs au sein du système institutionnel chinois. Cependant, sa promotion récente fait qu'il ne dispose que d'assez peu de partisans au sein du parti. À l'inverse, bon nombre des dirigeants ayant eu à souffrir de la révolution culturelle soutiennent Deng Xiaoping, qui, de son exil volontaire dans la ville méridionale de Canton, travaille à son retour.
Le 7 février 1977, Hua rédige un éditorial proclamant que « quelles que soient les politiques soutenues par Mao, et quelles que soient les consignes données par Mao, elles devraient toujours être mises en application ». Banale quelques années plus tôt, cette politique dite des « deux imitations » ou des « deux quelles qu'elles soient » n'est plus acceptée. Il s'agissait pour « Hua Guofeng de montrer qu'il s'inscrivait dans l'héritage du Grand Timonier. Il n'avait pas prévu qu'il serait la cible de ceux qui pensaient que la Chine devait prendre ses distances avec les politiques maoïstes. Aussi l'article de Hua déclenche-t-il immédiatement un débat intense au sommet du parti sur le retour opportun ou non de Deng Xiaoping. [...] Alors que le fossé s'élargit entre les dirigeants victimes de la révolution culturelle et ceux qui en ont profité, le soutien à Deng devient de plus en plus inévitable pour Hua Guofeng ».
Le 22 juillet 1977, lors de la troisième session plénière du dixième Congrès du Comité central du Parti communiste, Deng revient au gouvernement, assumant les charges de vice-Premier ministre, vice-président du Bureau politique du Comité central, vice-président de la Commission militaire et chef de l'Armée populaire de libération (11e Politburo du PCC).
Peut-être en réaction contre la montée de Deng, les partisans de Hua décident en 1978 que les portraits de Mao et Hua, placés côte à côte, doivent être présents pour toutes les réunions du Parti, sans exception, ainsi que dans toutes les écoles du pays. Hua fait aussi modifier l'hymne national de la RPC pour y incorporer Mao et le Parti communiste chinois, transformant le chant militaire en pure propagande communiste. Ces paroles sont finalement rejetées.
Malgré cette volonté de s'inscrire ans la continuité de Mao, Hua critique lui-même certains aspects de la révolution culturelle, notamment la réforme pédagogique, les activités des comités révolutionnaires et autres excès, en blâmant la bande des Quatre.
Dès la fin 1978, lors de la « conférence de travail du parti » en préparation du plénum du Comité Central, Hua est marginalisé. Mais sous l'influence du Maréchal Ye Jianying, véritable « faiseur de roi » de la conférence, et qui « était persuadé que les erreurs du Grand Bond et de la révolution culturelle avaient été causées par la concentration excessive du pouvoir entre les mains d'un seul homme [...] Deng accepte de renforcer la « direction collective » et de limiter la publicité donnée à une seule personne. [...] C'est ainsi que Deng Xiaoping prend le contrôle du PCC, sans aucune célébration publique, alors que Hua Guofeng garde ses titres formels à la tête du parti, du gouvernement et de l'armée ».
Au cours du 3e plenum du 11e Comité central du PCC (12-18 décembre 1978), la victoire obtenue quelques jours plus tôt par Deng Xiaoping est officialisée. Il devient de facto le dirigeant de la Chine lorsque son idée de réforme économique est adoptée par le Parti. Hua Guofeng est implicitement critiqué pour avoir accumulé en même temps les postes de secrétaire du Comité central du PCC, secrétaire de la Commission militaire centrale et Premier ministre. Il sera démis de ces trois fonctions, mais lentement, entre 1980 et 1981 : « les dirigeants ne voulaient pas donner à l'opinion publique chinoise et au reste du monde l'impression d'une lutte de pouvoir incessante au sommet du pays ». Ces postes seront alors attribués à trois personnes différentes, mais ce cumul sera ré-instauré par Jiang Zemin lorsqu'il deviendra le dirigeant suprême de la Chine en 1993.
Peu avant son éclipse définitive, Hua réalise ses dernières apparitions publiques importantes en représentant la Chine à l'étranger.
C'est à ce titre qu'il est un des derniers étrangers à rencontrer (24 août 1978) le Shah d'Iran avant qu'il ne se fasse renverser en 1979.

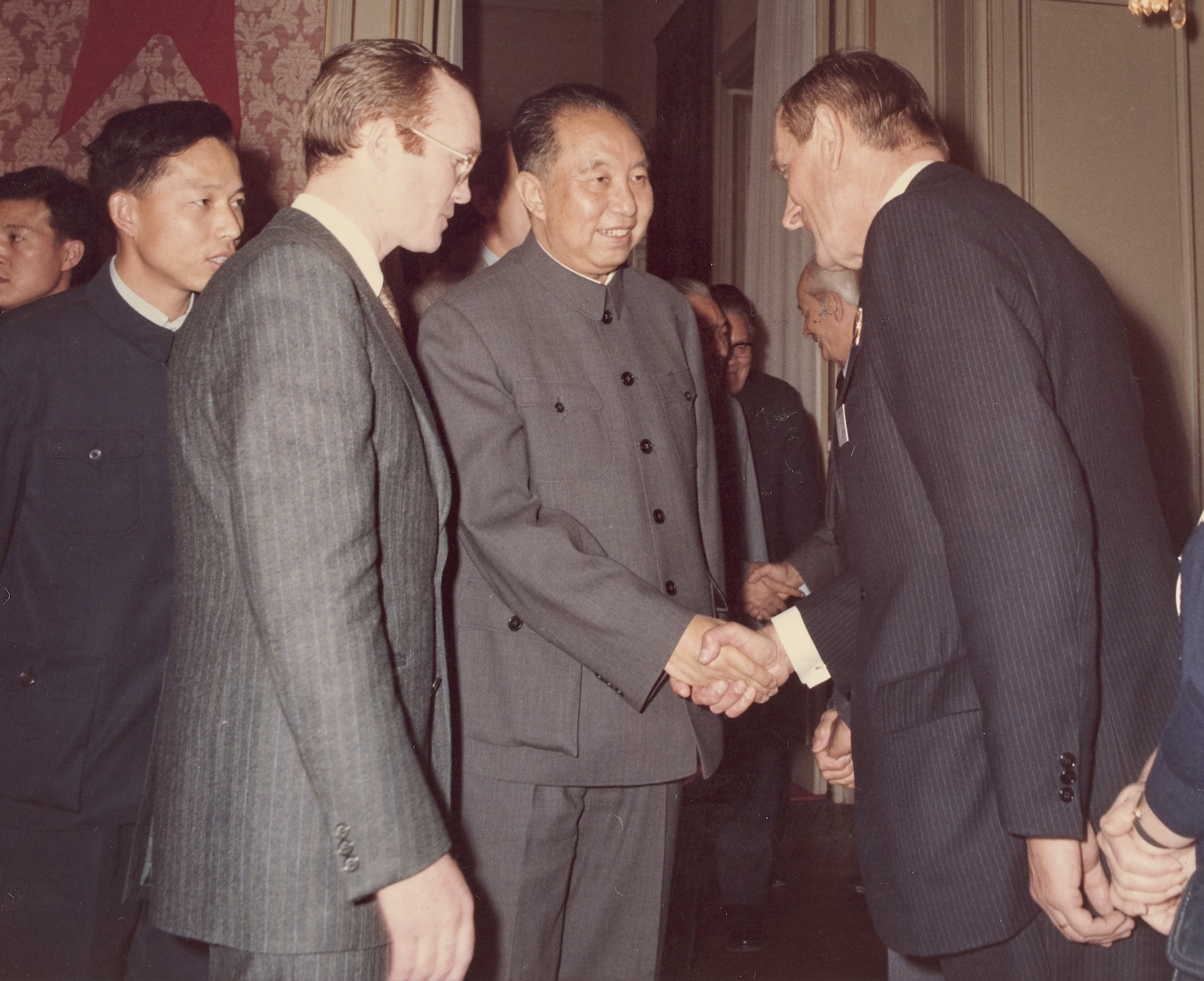
Hua Guofeng en compagnie du maire Edmond Hervé lors de sa visite officielle à Rennes en 1979.

En octobre 1979, Hua est en visite en Europe, la première pour un dirigeant chinois depuis 1949. Il voyage en Allemagne de l'Ouest et en France. Le 28 octobre, il se rend en Grande-Bretagne et rencontre la Première ministre, Margaret Thatcher. Les deux engagent une discussion amicale et parlent du futur de Hong Kong. Hua se rend également dans une ferme de l'Oxfordshire et visite l'université d'Oxford.
Son interprétation de la théorie des trois mondes, prônant un rapprochement général avec les puissances occidentales, divise les partis maoïstes à travers le monde. Beaucoup d'entre eux, dont Sentier lumineux, le critiquent pour cela et l'accusent de trahison pour l'éviction de Jiang Qing.

## Éviction
Hua est remplacé par Zhao Ziyang en tant que Premier ministre en 1980 et par Hu Yaobang en tant que secrétaire du Parti en 1981, deux protégés de Deng qui s’attellent à appliquer la réforme économique de ce dernier.
Hua se livre a des sessions d'auto-critique et renonce finalement à la politique des Deux imitations, la qualifiant d'erreur, mais est déchu au rang de vice-secrétaire. Lorsque ce poste est aboli en 1982, il redevient un membre ordinaire du Comité central, une position qu'il conserve jusqu'au 16e Congrès du Parti en novembre 2002, bien qu'il ait passé l'âge de la retraite de 70 ans en 1991.
Sur le fond, l'éviction de Hua signe la fin de l’ère maoïste et l'entrée dans celle des reformes économiques et de la croissance rapide de l’économie.
Sur la forme, elle est également important sur au moins deux aspects. Tout d'abord, elle montre la non-importance des titres officiels dans le PCC durant la fin des années 1970 et le début des années 1980. Ainsi, bien qu'il soit le dirigeant officiel du Parti, de l'État et de l'armée, Hua ne parvient pas à vaincre le défi lancé par Deng Xiaoping. Ensuite, cette éviction établit une norme dans la RPC selon laquelle les dirigeants politiques qui perdent les luttes de pouvoir ne sont désormais ni blessés physiquement, ni emprisonnés, contrairement à la situation durant la révolution culturelle et sous la bande des Quatre.
Au début de l'année 2002, Hua perd officiellement son siège au Comité central du PCC. Il est toutefois invité au 17e Congrès national du PCC en 2007 en tant que député spécial.
Tout en gardant un poste officiel dans le Parti, Hua s'est éloigné de la politique chinoise contemporaine. Son principal passe-temps est la culture de raisins et il reste au courant de l'actualité en s'abonnant à de nombreux journaux.
Sa santé se détériore en 2008 et il est hospitalisé à trois reprises pour des complications du foie et du cœur. Il meurt à Pékin le 20 août 2008. Son décès se produit durant les Jeux olympiques d'été de 2008 et ne retient pas beaucoup l'attention des médias étatiques : un reportage de 30 secondes dans le journal télévisé national Xinwen Lianbo et un court paragraphe dans le coin de la première page du Quotidien du Peuple. Ses funérailles ont lieu au cimetière révolutionnaire de Babaoshan le 30 août. Le secrétaire général du PCC Hu Jintao, le Premier ministre Wen Jiabao et l'ensemble du Politburo y assistent, ainsi que les anciens dirigeants Jiang Zemin et Zhu Rongji.

## Vie privée
Hua épouse Han Zhijun en janvier 1949. Ils ont quatre enfants, tous nommés Su, en accord avec le nom de naissance de Hua. Leur premier fils, Su Hua est un officier à la retraite de la Force aérienne chinoise. Leur second fils, Su Bin, est un officier à la retraite de l'armée. Leur fille aînée, Su Ling, est fonctionnaire de l'Administration de l'aviation civile de Chine. Leur fille cadette, Su Li, travaille pour le Conseil des affaires de l'État.